# Vojtěch Svoboda
Vojtěch Svoboda (* 23. März 1995) ist ein tschechischer Sprinter.

## Sportliche Laufbahn
Erste Erfahrungen bei internationalen Meisterschaften sammelte Vojtěch Svoboda bei der Sommer-Universiade in Neapel, bei der er im 200-Meter-Lauf mit 21,97 s in der ersten Runde ausschied und mit der tschechischen 4-mal-100-Meter-Staffel in 40,54 s den sechsten Platz belegte. 
2017 wurde Svoboda tschechischer Hallenmeister in der 4-mal-200-Meter-Staffel.

## Persönliche Bestzeiten
- 100 Meter: 10,64 s (+1,7 m/s), 11. Juni 2019 in Prag
  - 60 Meter (Halle): 6,83 s, 22. Februar 2020 in Ostrava
- 200 Meter: 21,53 s (+0,7 m/s), 19. Juni 2019 in Tábor
  - 200 Meter (Halle): 21,70 s, 23. Februar 2014 in Prag